# Dominique Webb
Dominique Webb (1941-2019) é um mágico francês.

## Biografia
Dominique Webb descobriu seu dom para truques na escola. Era apaixonado por fenômenos parapsicológicos, começou com Jean Nohain em programas infantis de televisão. Logo depois, iniciou sua carreira. 
Na década de 1970, ele retomou "muito brilhantemente" o número do music hall da "levitação do " piano voador " desenvolvido por Servais Le Roy (1865-1953)" .
Em 1973 foi organizador do Festival de Mágica no Olympia, onde o compositor Jean Michel Jarre compôs o tema "Hypnose" para a apresentação de Dominique.